# Атлант
Атла́нт (дав.-гр. Ἄτλας) — у давньогрецькій міфології — син титана Япета, батько Гіад та Каліпсо.

## Покарання Атланта
За міфом, Атлант брав участь у боротьбі титанів проти Зевса, за що був покараний: мусив вічно підтримувати небосхил. На думку стародавніх, місцеперебування Атланта знаходилося на крайньому заході. Звідси пішла назва Атлантичного океану.
Згідно з іншою версією, Атлант володів деревом з золотими яблуками, які згідно пророцтва Феміди, відбере син Зевса. Через це він відмовив Персеєві в гостинності, за що той обернув титана за допомогою голови горгони Медузи на величезну гору, що підпирала небо. Звідси взяли назву Атлаські гори в північній Африці.

## Атлант і Геракл
Геракл приходив до Атланта в пошуках золотих яблук Гесперид та мусив замість нього тримати небо, поки Атлант добуде яблука. Атлант спробував обдурити Геракла, щоб він зайняв його місце назавжди, та Геракл перехитрив титана і той повернувся до колишнього заняття.

## Атлант в культурі
Атланта вважали знавцем неба і світу, тому систематизований збірник географічних карт назвали атласом.
В архітектурі атлантом називають колону у вигляді чоловічої постаті, що застосовують як підпору.
У переносному значенні Атлант є синонімом слова «велетень».
В анатомії атлантом називають перший шийний хребець